# Nguyen Van Thieu
Nguyễn Văn Thiệu, vietnamski general in politik, * 5. april 1923, † 29. september 2001.
Van Thieu je bil predsednik vlade Južnega Vietnama (1965–1967) in predsednik Južnega Vietnama (1965–1975).